# كيني ليال
كيني ليال (بالإنجليزية: Kenny Lyall)‏ (23 مارس 1963 في المملكة المتحدة - ) هو لاعب كرة قدم بريطاني في مركز الوسط. لعب مع سانت جونستون ونادي بريتشين سيتي ونادي رينجرز ونادي ماذرويل.

## وصلات خارجية
- كيني ليال على موقع قاعدة بيانات كرة القدم.إي يو (الإنجليزية)